# Endacusta australis
Endacusta australis är en insektsart som först beskrevs av Henri Saussure 1878.  Endacusta australis ingår i släktet Endacusta och familjen syrsor. Inga underarter finns listade i Catalogue of Life.